# 矢部町 (町田市)
矢部町（やべまち）は、東京都町田市の町名。「丁目」の設定のない単独町名である。郵便番号は194-0214。

## 地理
町田市の西部に位置する。東は同じ町田市の忠生、根岸町と、北は常盤町と隣接し、南と西は都県境を挟んで神奈川県相模原市中央区淵野辺本町と接する。
西から南へ都県境に沿って境川が流れる。元は短い周期で蛇行する境川の流路が都県境とされたが、1970年代以降に行われた境川の改修によって、ほぼ直線化された現在の流路と都県境は一致しない。境川はさらに長い周期でゆるやかに蛇行しており、当区域は南西方向に張り出して湾曲する流路の内側に当たる。そのために境川河谷の上流部では比較的に広く沖積面がひろがっており、水田として利用されてきた。これに対して常盤町との境界をなす東京都道47号八王子町田線（町田街道）付近は洪積台地（境川対岸に広がる相模原台地の一部とされる）となっている。古くからの集落は2つの平坦面の間の斜面の下を中心に分布し、南に開けた斜面の上の高台に箭幹八幡宮（矢部八幡）が鎮座する。
1980年代以降はこの周辺にも宅地化の波が及び、境川沿いの水田も多くが宅地に変わってきている。特に南東部では東に隣接する根岸町とともに大規模な区画整理が行われており、急速に景観を変えつつある。
町田市の中心部（原町田）とは町田街道や区画整理で新たに開通した町田駅前通りを介して密接に結びついているが、鉄道の最寄駅はJR横浜線の淵野辺駅であり、相模原市の淵野辺地区との結びつきも強い。

### 河川
- 境川 - 神奈川県相模原市との都県境付近を流れる。

### 地価
住宅地の地価は、2014年（平成26年）1月1日の公示地価によれば、矢部町字二十五号2711番4の地点で10万8000円/m2となっている。

## 歴史
1955年（昭和30年）の合併による町田市発足の際に矢部町と改称されるまでは下矢部と称した。これに対して境川対岸の相模原市には上矢部という地名があり（元の「上矢部」は現在よりも広い範囲の地名であった。上矢部 (相模原市)の項を参照）、元は境川の両岸にまたがって「矢部」という地名が広がっていたと考えられる。平安時代末期から鎌倉時代初期にかけて武蔵国南西部から相模国北部で活動した横山党と呼ばれる武士団に「矢部氏」の名が見られ、相模原市側も含めた当区域の周辺を本拠としていたとされている。
享徳26年（1477年、文明9年）とする史料に「小山田保下矢部郷」という地名が見られ、これによれば武蔵国多摩郡に属したと考えられるが、戦国時代の後北条氏支配の下で編まれた「小田原衆所領役帳」には相模国東郡（高座郡）の中に「矢部村」という地名が見られる。1594年（文禄3年）の検地（または元禄の改め）の際に境川（高座川）が武蔵国と相模国の境界として確定され、右岸の相模国側は高座郡上矢部村とされた。これに対して左岸の武蔵国側は下矢部と呼ばれるが江戸時代には単独の村とはされず、多摩郡木曽村の一部とされた。江戸時代後期の文化・文政年間に編纂された「新編武蔵風土記稿」には木曽村内の小名として「矢部」の地名が記されている。
1878年（明治11年）の郡区町村編制法により従来の町村が末端の行政区画として再編成された際に南多摩郡木曽村の一部（飛地）とされ、1889年（明治22年）の町村制施行に際する明治の大合併でも南多摩郡忠生村の大字木曽飛地の字とされた。1957年（昭和32年）に大字木曽から分立して単独の大字下矢部となった。

### 地名の由来
古くからの地名である「矢部」による。旧称の「下矢部」は境川右岸（相模国側）の「上矢部」（現神奈川県相模原市中央区）に対するもの。

### 沿革
- 1957年（昭和32年） - 忠生村大字木曽の一部が、忠生村大字下矢部となる。
- 1958年（昭和33年）2月1日 - 町田町、忠生村、鶴川村、堺村が対等合併し、町田市矢部町となる。
- 2010年（平成22年）12月1日 - 神奈川県相模原市と境界の一部を変更。
- 2013年（平成25年）12月1日 - 神奈川県相模原市と境界の一部を変更。

## 世帯数と人口
2018年（平成30年）1月1日現在の世帯数と人口は以下の通りである。
| 町丁   | 世帯数  | 人口    |
| ------ | ------- | ------- |
| 矢部町 | 707世帯 | 1,665人 |

## 小・中学校の学区
市立小・中学校に通う場合、学区は以下の通りとなる。
| 番地 | 小学校             | 中学校             |
| ---- | ------------------ | ------------------ |
| 全域 | 町田市立忠生小学校 | 町田市立忠生中学校 |

## 交通

### 鉄道
当区域を通過する鉄道はない。最寄駅はJR横浜線淵野辺駅である。
なお、横浜線淵野辺駅の隣駅である矢部駅は当区域からも近い位置にあるが、その駅名は同駅の所在地である矢部新田（および矢部）によるものであり、当区域の町名・旧大字名（矢部町、下矢部）に直接由来するものではない。

### 路線バス
神奈川中央交通により、以下の路線が運行されている。
- 「矢部」バス停留所から町田バスセンター･ターミナル行き、橋本駅北口行き（一部便は多摩境駅経由）、淵野辺駅北口行きなどがある。
- 「矢部八幡前」バス停留所から淵野辺駅北口行き、町田バスセンター行きなどがある。

### 道路
- 東京都道47号八王子町田線（町田街道） - 矢部町と常盤町の町界を通る。
- 町田駅前通り - 矢部町と常盤町の町界をわずかに通る。
- 境川自転車歩行者専用道路（境川ゆっくりロード）

## 施設
教育
- 桜美林大学 - サークル関連の施設などが町内にある

神社
- 箭幹八幡宮（矢部八幡）